# Port Alguer
Port Alguer es un cuadro de Salvador Dalí pintado en 1923 al óleo sobre lienzo con unas dimensiones de 100,50 x 100,50 cm que se conserva en el teatro-Museo Dalí.
Es una de las obras más apreciadas por Salvador Dalí realizada al aire libre. Es una visión estructuralista de Cadaqués, en ella apreciamos influencias tanto del cubismo, en el pueblo, como del impresionismo, en el agua del mar. Los dos personajes femeninos llevan el típico “doll” en la cabeza, un recipiente para transportar agua que se coloca en la cabeza, muy común en la localidad de Cadaqués.
En 1923, con diecinueve años, Salvador Dalí ya creaba obras de arte. Los años veinte son años de formación y definición estilística del artista, experimentando con diferentes estilos artísticos y flirteando con varios movimientos de la época antes de identificarse con el surrealismo. Esta obra nos muestra la encrucijada daliniana en la que se encuentra en los primeros años 20; por un lado, la visión de un esquema geométrico que partía no solo de su conocimiento del movimiento cubista sino también del nuevo "retorno al orden" que imperaba en Europa y, por otro, su continuo apego a la cultura catalana, en concreto, al estilo noucentista.
Esta mezcla de estilos nos presenta la obra de un artista en pleno proceso de experimentación y búsqueda de recursos creativos. Del mismo momento es el óleo Naturaleza muerta purista, de 1923, con influencias de Juan Gris. Las dos se exhiben habitualmente en la Sala del Tesoro, una frente a otra, para que se pueda percibir que ambas se estructuran a partir del rosetón de la iglesia de Cadaqués y las formas cúbicas del conjunto, aunque solo en la segunda Dalí apuesta por las investigaciones formales del purismo.